# Abbas-Ali Soleimani

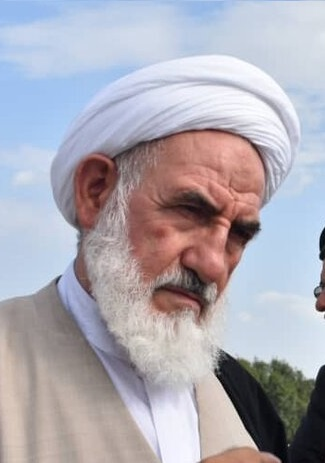
Soleimani

Abbas-Ali Soleimani (persisch عباسعلی سلیمانی; * 25. Mai 1947 In Savādkuh, Mazandaran, Iran; gest. 26. April 2023 in Bābolsar, Mazandaran, Iran) war ein schiitischer Geistlicher aus dem Iran und auch ein Ayatollah. Er war Mitglied des Expertenrats.

## Leben
Am 25. Mai 1947 kam Soleimani in einer religiösen Familie zur Welt. Bereits im Alter von 5 Jahren begann er seine Ausbildung in Kuttab und setzte ab seinem 12. Lebensjahr sein Studium an einer Hawza in Ghom und später in Behschahr fort. Später führte er seine religiöse Ausbildung in Maschhad weiter.
Im Laufe seiner Karriere wurde Soleimani zum Vertreter von Welāyat-e Faqih und zum Imam des Freitagsgebets in der Stadt Kaschan ernannt. Er war auch Mitglied des Expertenrats.
Am 26. April 2023 wurde Soleimani in der Provinz Mazandaran erschossen. Zu diesem Zeitpunkt war er 75 Jahre alt.